# Gatscholalücke

Gatscholalücke vor Pizzo dell’Uomo (Bildmitte)

Die Gatscholalücke (italienisch Passo d’Orsirora) ist ein Gebirgsübergang im Gotthardmassiv.
Sie liegt in einer Höhe von 2527 m ü. M. zwischen dem Pizzo d’Orsirora im Norden und dem Pizzo dell’Uomo im Süden und verbindet Realp im Nordwesten mit der Gotthardstrasse nördlich des Gotthardhospizes im Osten. Auf der Passhöhe verläuft die Grenze zwischen den Gemeinden Realp und Airolo.
Der Name wird als rätisch angesehen (Becher, Schöpflöffel).